# Francisco Llamas
Francisco Llamas  —o Francisco García Llamas— (c. 1682-antes del 27 de marzo de 1734) fue un pintor tardobarroco español activo en El Escorial, Toledo y Ávila en las primeras décadas del siglo XVIII. 
La fecha de su nacimiento se puede deducir de lo declarado en 1710 en la tasación de las pinturas que pertenecieron a Pedro de Lastres, capellán mayor del convento de la Encarnación de Madrid, donde decía ser de edad de 28 años.
En febrero de 1720 solicitó una plaza de pintor del rey alegando como mérito que había restaurado los frescos pintados por Lucas Jordán en el monasterio de El Escorial, «y en su composición ha procurado el suplicante el ma[y]or primor a imitación de la pintura del referido Jordán de la qual no se diferencia la que ha ejecutado el suplicante». La Junta de Obras y Bosques, a la que competía el nombramiento, se lo desaconsejó al rey tras recibir el informe negativo de Antonio Palomino, que decía haber tenido a Llamas como discípulo, aunque al marchar a Valencia (1698) lo había dejado tan «tierno» que no había aún tomado los pinceles y que por no tener luego otro maestro, hasta lo que copiaba carecía de dignidad. No era la opinión del prior del monasterio, fray Eugenio de la Llave, que no dejó de encargarle nuevos trabajos, de tal forma que Francisco Llamas aparece documentado en los libros de cuentas del monasterio de El Escorial entre 1721 y 1728 percibiendo diversas cantidades como pintor por obra.
En el monasterio, imitando fresco, pintó sobre lienzo en los techos y lunetos del llamado Paseo entre los dos claustros del colegio una serie de historias con la Santísima Trinidad, la Creación, los doctores de la iglesia, filósofos del paganismo, alegorías «y otras mil cosas para martirio de los inteligentes», según la negativa valoración que de las pinturas y de la capacidad del pintor hizo Ceán Bermúdez, a quien le gustaría ver borradas esas pinturas y las que ejecutó en la ermita de Nuestra Señora del Prado en Talavera de la Reina y en la bóveda de la capilla de San Segundo en la catedral de Ávila, pinturas tachadas por Antonio Ponz de triviales. También son suyas las alegorías pintadas al fresco en las aulas del colegio escurialense, en las que el historiador jerónimo padre Ximénez, veía, contrariamente a lo manifestado por Ceán, «figuras iconológicas de gran gusto para los discretos, por el ingenio con que nos representan las cosas invisibles». Los motivos pintados respondían a un programa concebido al tiempo de la construcción del monasterio, pues ya el padre José de Sigüenza aludía a ellos, aunque habían quedado sin ejecutar a la muerte de Felipe II.
A finales de marzo de 1734, María Ximénez, titulándose viuda del pintor, solicitó al rey una ración ordinaria como ayuda, que le sería concedida por valor de cuatro reales diarios, alegando que su marido, al que decía pintor y arquitecto, había servido doce años en El Escorial en la restauración de sus pinturas y como sobrestante de la fábrica del monasterio, encargado de dirigir la obra de los cuarteles.